# Harzgau

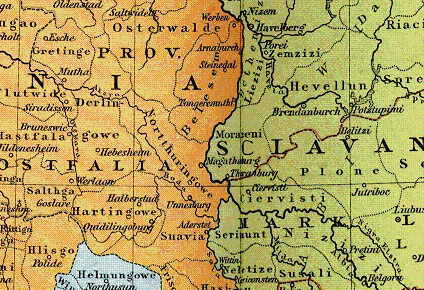
Hartingowe nella Sassonia orientale intorno al 1000 (mappa del XIX secolo).

L'Harzgau , chiamato anche Hartingau, fu un Gau medievale nelle propaggini nord-orientali delle montagne Harz, parte della Ostfalia del ducato di Sassonia.
Essa comprendeva le città di Halberstadt, Quedlinburg e Osterwieck ed era delimitata dal fiume Oker a ovest, dalle paludi di Großes Bruch a nord, dal Bode a est e dalla catena dell'Harz a sud. La contea era delimitata (in senso orario) dal Salzgau, dal Derlingau, dal Nordthüringgau, dallo Schwabengau, dall'Helmegau della Turingia e dal Liesgau.
I conti nell'Harzgau furono:
- Federico I, dall'875/880;
- Federico II, dal 937 e 945, figlio di Federico I;
- Volkmar I († prima del 961), probabilmente figlio di Federico II;
- Federico III, figlio di Volkmar;
- Volkmar II († 1015), conte nell'Harzgau, fratello o figlio di Federico III;
- Tietmaro, conte nell'Harzgau e nel Nordthüringgau († 3 ottobre 959);
- Federico († luglio 1002/15 marzo 1003), dal 995 al 996 conte palatino in Sassonia, conte nell'Harzgau e nel Nordthüringgau;
- Liutgero, conte nel 1013, conte nel 1021 nell'Harzgau, 1013-1031 (documentato) (stirpe dei Supplinburger);
- Bernardo († prima del 1069), dal 1052 conte nell'Harzgau e nel Derlingau e nella Turingia settentrionale, dal 1043 al 1062 (documentato), probabilmente nipote di Liutgero;
- Gebeardo di Supplinburgo († 9 giugno 1075 nella battaglia di Langensalza), dal 1052 conte nell'Harzgau, figlio di Bernardo, padre di Lotario III, imperatore del Sacro Romano Impero.

Nel corso del Medioevo si stabilirono in questa regione i conti di Wernigerode e i Regenstein (?).
Nel XIV secolo, dopo la disgregazione del ducato di Sassonia, l'Harzgau fu sostituito da quattro stati più piccoli:
- Vescovado di Halberstadt
- Abbazia di Quedlinburg
- Contea di Wernigerode
- Contea di Blankenburg